# Tilo Kummer
Tilo Kummer (ur. 29 czerwca 1968 w Dessau) – niemiecki polityk, działacz Sojuszu Sahry Wagenknecht (BSW), minister w rządzie Turyngii.

## Życiorys
W 1987 roku zdał egzamin maturalny. Następnie odbywał służbę wojskową jako podoficer w jednostce ochrony wewnętrznej. W latach 1990–1995 studiował rybactwo i gospodarkę wodną na Uniwersytecie Humboldta w Berlinie, uzyskując tytuł dyplomowanego inżyniera rybactwa. Zawodowo pracował początkowo jako robotnik produkcyjny w firmie Halle Fisch GmbH, a w latach 1995–1999 w opiece nad osobami starszymi. W latach 1997–2001 prowadził własny sklep zoologiczny połączony z hodowlą ryb ozdobnych. Od 2014 roku zajmuje się również działalnością rolną i leśną w ramach gospodarstwa prowadzonego w niepełnym wymiarze.
W latach 1999–2019 oraz ponownie od 2024 roku zasiada w landtagu Turyngii. W latach 2020–2023 pełnił funkcję burmistrza miasta Hildburghausen. W 2024 roku wstąpił do Sojuszu Sahry Wagenknecht (BSW) i został dyrektorem zarządzającym struktur partii w Turyngii.
13 grudnia 2024 roku objął stanowisko ministra środowiska, energii, ochrony przyrody i leśnictwa w rządzie Turyngii. Od tego samego dnia jest również członkiem zastępczym Bundesratu. 

## Życie prywatne
Jest rozwiedziony i ma czworo dzieci.